# 赵荣 (元朝)
赵荣，元朝扶风（今陕西省扶风县）人。
赵荣母亲强氏有病，赵荣三次割大腿肉给她吃。又背着母亲登太白山，向山神祷告，得到圣水喝了它，于是痊愈。强氏七十五岁去世，赵荣号痛不吃饭，三日才饮水，七日才吃粥。安葬之日，白云遮挡其墓前后十五里，葬完云散。赵荣负土成坟，在墓侧搭建草庐居住，直到丧期结束。